# Murchisonfjorden
Murchisonfjorden är en fjord på västsidan av Nordaustlandet på Svalbard. Den ligger mellan Storsteinhalvön i nord och Gothiahalvön i söder och är 15 km i storlek.
Södra Russön är en ö som ligger ute i fjorden. I väster gränsar fjorden till Hinlopenstretet.